# Rancho del Cura, Chiapas
Rancho del Cura är en ort i Mexiko.   Den ligger i kommunen Oxchuc och delstaten Chiapas, i den sydöstra delen av landet, 800 km öster om huvudstaden Mexico City. Rancho del Cura ligger 1 991 meter över havet och antalet invånare är 692.
Terrängen runt Rancho del Cura är kuperad. Runt Rancho del Cura är det glesbefolkat, med 16 invånare per kvadratkilometer. Närmaste större samhälle är Chanal, 7,6 km söder om Rancho del Cura. I omgivningarna runt Rancho del Cura växer i huvudsak städsegrön lövskog.